# Søren Andersen (fodboldspiller, født 1970)
 Der er flere personer med dette navn, se Søren Andersen.
Søren Andersen (født 31. januar 1970) er en dansk tidligere professionel fodboldspiller med en lang karriere i dansk, spansk og engelsk fodbold. Han spillede tolv A-landskampe og syv U-21-landskampe.